# Jakob Fauerby
Jakob Fauerby (født 30. juni 1977) er en dansk skuespiller.

## Baggrund
Jakob Fauerby voksede op i Smidstrup, Nordsjælland. Han blev optaget på Statens Teaterskole i år 2002, og blev færdig med sin uddannelse i 2006. Siden 2020 har Jakob Fauerby været næstformand i Dansk Skuespillerforbund. Han er desuden medlem af Socialistisk Folkeparti.
Fauerby blev i 2014 gift med tv-tilrettelægger Anders Fauerby, og sammen med veninden Rebecca Sølvsteen har de datteren Anna.

## Karriere
I sin karriere har Jakob Fauerby som skuespiller medvirket i spillefilm, kortfilm, tv-serier, teater, arbejdet som vært og instruktør samt speak- og skærmundervisning af værter og journalister.
Siden 2011 har Jakob Fauerby været en del af satiretrioen Platt-Form.
Fauerby har siden 2017 også arbejdet som instruktør på diverse revyer, heriblandt Dragsholmrevyen med Bente Eskesen og Susanne Breuning. I 2019 modtog han prisen som Årets Revyforfatter ved Revyernes Revy.
I 2019 deltog Jakob Fauerby i sæson 16 af Vild med dans, hvor han dansede med den professionelle danser Silas Holst. Parret vandt sæsonen af Vild med dans. Efter deltagelsen i Vild med dans vandt Jakob Fauerby sammen med Silas Holst priserne som Årets Par ved Zulu Awards 2020 og Årets LGBT+person ved Danish Rainbow Awards 2020.
I 2021 var Jakob Fauerby sammen med sangerinden Medina værter for Danish Rainbow Awards i Cirkusbygningen i København, og i 2022 var Jakob Fauerby vært for "Fællessang" på DR1 sammen med Katrine Muff.
Jakob Fauerby har sideløbende arbejdet som værtstræner for tv-stationer og produktionsselskaber i Danmark, Norge og på Færøerne.
Som næstformand i Dansk Skuespillerforbund har Jakob Fauerby været en fast del af panelet i tv-programmet "NEWS & Co" på TV 2 News siden 2021.

### Platt-Form
Jakob Fauerby er en del af den musikalske satiregruppe Platt-Form som, udover ham, består af skuespillerne: Mille Lehfeldt og Laus Høybye.
Satiregruppen var fra 2016 til 2017 en del af P1-morgenfladen på Danmarks Radio, og siden har gruppen udgivet en lang række satiriske sange. PLATT-FORM har siden 2013 lavet tre shows sammen. I 2013 havde gruppen premiere på deres første show "Har du set min nissehue, mor" på Rialto Teatret, i 2017 vendte Platt-Form tilbage med showet "En smule i overkanten" på Edison og i september 2022 havde Platt-Form premiere på deres nyeste show "Er vi gået for langt?" i Glassalen i Tivoli. . Alle tre shows høstede flotte anmeldelser.
Gruppen har to gange været værter for Bodilprisen, i 2017 og 2018. og to gange for Årets Reumert, i 2018 og 2020.

## Filmografi
| - Partus (kortfilm, 2006) - Sønnen - Stykke for stykke (kortfilm, 2009) - Sorte kugler (2009) - Ingolf - Smukke mennesker (2010) - Rekvisitøren - Klassefesten 3 (2016) - Morten - Forsvundet til Halloween (2021) - Tyv - Børnene fra Sølvgade (2024) - Miss Nelly - Klipfiskerne (2015) - Rundt på gulvet (2016) - Hvem vil være millionær - I den gode sags tjeneste (2017) - De største øjeblikke (2018) (som en del af PLATT-FORM) - Versus (2019) (som en del af PLATT-FORM) - Vild med dans (2019) - vinder af konkurrencen, med Silas Holst - På tværs af Danmark (2020) - Dine fulde fem (2020) - Spørg Charlie (2020) - Krejlerkongen (2021) - NEWS & Co (2021-) - Overlev Ødemarken - Kaukasus (2022) - Vild med dans (2023) - Triodans med Karina Frimodt og Kasper Fisker i 20 års jubilæumsshow | - Tagkammerater (2006) - dukkefilm - Bebe (stemme) - Album (2008) - Politibetjent - Julemandens lærling (2008) - tegnefilm - Overnissen, diverse stemmer (stemme) - Livvagterne (2010) - Daniel - Lykke (2011) - Stefan - Borgen (2013) - Moderator - Dicte (2013) - Mickey - Rita (2015) - Helles sekretær - Hjørdis (2015) - Helles sekretær - Ditte & Louise (2015) - sig selv (som en del af satiregruppen Platt-Form) - Sommerdahl (2021) - Mads Clausen - Rainbow (2021) - Carsten |

## Teater og instruktør

### Teater
- Macbeth (2004) - Malcolm
- Jagten på nyrestenen (2004)
- Stjernefabrikken (2006)
- God Jul, Cirkeline (2006) - Ingolf
- Karius & Baktus (2007) - Baktus
- Jesus Christ Superstar (2006) - Peter
- Dialogspil for foreningen: Børn og Unge i Voldsramte Familier (2010-) - Fyren
- Hva' så Fro? (2011) - Fros bror, læren, Q og Mr. Nik
- Gøngehøvdingen (2011) - Otto Von Ryttenberg
- Har du set min nissehue mor? (2013) - Platt-Form
- Perkercabaret (2015) - Konferencier
- Jeppe på Bjerget (2016) - Sekretæren[21]
- En smule i overkanten (2017-2018) - Platt-Form[22]
- Den skaldede frisør - the musical (2020) - Alessandro[23]
- Er vi gået for langt? (2022) - Platt-Form[24]

### Instruktørarbejde
- Dragsholmrevyen (2018)[25]
- Amagerrevyen (2019)[26]
- Dragsholmrevyen (2019)[27]
- Dragsholmrevyen (2021)[28]
- Revyen i Helsingør (2023)[29]
- Hjørring Revyen (2024)[30]

## Vært
- Bodilprisen 2017 (2017) - Vært, Platt-Form
- Bodilprisen 2018 (2018) - Vært, Platt-Form
- Reumertprisen 2018 (2018) - Vært, Platt-Form[31]
- Årets Reumert 2020 (2020) - Vært, Platt-Form[13]
- Danish Rainbow Awards (2021) - Vært[32]
- Fællessang, DR (2022) - Vært[33]
- Året der gak 2022, TV2 (2022) Vært, Platt-form[34]
- Året der gak 2023, TV2 (2023) - Vært, Platt-form[35]

## Hæder
- Nomineret til årets Reumert for bedste musikteater/show (2014) - Platt-Form[36]
- Nomineret til en Prix Radio for bedste satire (2015) - Platt-Form
- Modtager af Minister Erna Hamilton Hermansens Rejselegat (2015)[37]
- Nomineret til Årets Reumert for bedste musical/musikteater (2018) - Platt-Form[38]
- Årets Revyforfatter ved Revyernes Revy 2019 for teksterne "Diktat I, II & III" og "Vælgernes Sang", Dragsholmrevyen (2019)[39]
- Vandt en Zulu Award som årets par sammen med Vild med dans-partneren Silas Holst (2020)[40]
- Årets LGBT+person sammen med Silas Holst ved Danish Rainbow Awards 2020[41]
- Vinder af Sceneprisen ved Danish Rainbow Awards 2022 - Platt-Form[42]